# グロービッシュ
グロービッシュ（英語: Globish）とは英語の一種。フランス人ジャン＝ポール・ネリエールが国際共通語として提唱した。

## 概要
- 非ネイティブ同士が「ビジネスの場面」等[1]で用いるためのコミュニケーションのツールとして制定[2]。
- 英語と同じ文法を、時制、態、叙法の種類を制限して使う。[3]
- 基本単語1,500語とその派生語（計5,000語程度）のみを用いる。[4]
- 取引上必要なテクニカル・タームなどは、話者双方の合意により随意に追加する[5]。
- 1文はなるべく15単語以内。増えても26語以内で。[4]
- 発音は、アクセントの位置に注意する。[4]

### グロービッシュ１０の基本ルール[6]
1. 話を理解してもらおうとするのは話し手・書き手の責任であり、聞き手・読み手の責任ではない
2. グロービッシュの基本単語1500語を使う
3. 主に能動態を使う
4. 文章を短くする（15語以内に)
5. 発言の内容を繰り返して確認する
6. 比喩や飾った表現・慣用句を避ける
7. 「はい」を促す非定型の質問文を避ける
8. ユーモアの比喩表現を避ける
9. 頭文字を避ける
10. 身ぶりや視覚的な要素で補う

### 慣用句、比喩と句動詞の扱い

#### 慣用句とイディオム
慣用句(イディオム,Idioms)と比喩(Analogies)、「肯定する返事を求める否定の質問」、ユーモアは、避けるべきものとされる。

#### 句動詞
句動詞(Phrasal Verbs)については、次のように説明される。
　1500のグロービッシュの単語は、別の意味でも有益である。これらの単語は少し別の意味をもった、さらに多くの単語をつくる基礎となるのだ。４つの方法で行う。
1. 単語同士をつなげる
2. 単語の前や後に何文字かを加える
3. 別の品詞にして使う
4. 前置詞を使って、句動詞にする。

(中略)
　句動詞は、よく使うので、グロービッシュでは避けて通れない。take out(取り出す、持ち帰る)、put on(置く、着る)、get up(起きる)といった具合に、日常的に頻繁に使う。英語のネイティブすら、句動詞は動詞句のひとつであることをわすれている。ネイティブたちの間では、新しい句動詞が瞬時につくられる。誰かが「我々の会話を"Globish up"しよう」というかもしれない。その意味は、おそらく、すべてグロービッシュ単語で話そう、ということだろう。(中略)多くの場合、句動詞は、英語のネイティブにとってもグロービッシュを使う人にとっても、一般的ではない英語の動詞を使わないで済むので、よい方法である。

## 提唱と展開
仕事で極東を訪れたネリエールが、グロービッシュの形式を整える必要性を感じてのことである。ネリエールは1989年に「グロービッシュ」という語を使い始めた。
ネリエールの提唱するグロービッシュは標準的な英文法であり、語彙には使用頻度の最も高い英単語1500語が使用される。ネリエールによると、グロービッシュそれ自体は「言語では無」く、「道具」であり、英語を母国語としない者が国際ビジネスに適応する為に生み出した共通語といえるだろう。国際ビジネスからとりのこされない為には、英語話者はグロービッシュに適応していかなければならない、とネリエールは指摘している。ネリエールは Don't Speak English, Parlez Globish (2004, Eyrolles, Paris) を始めとした数多くの著書で、英語が形を変えて世界中で使用される現象について触れ、体系化している。 全てグロービッシュで書かれた最初の本である Globish The World Over (2009, IGI, Paris) は、ネリエールとデービット・ホンの共著であり、日本語（『世界のグロービッシュ』石橋明子／ヤン・アシコイ訳）を含む数か国語に翻訳されている。2004年、グロービッシュを言語として体系化するための編纂作業をネリエールが始め、プレスから注目を浴びるようになった。
「グロービッシュ」という語は、ネリエールが提唱して以来、数多く引用され一般的な言葉として急速に認識されていった。英語が共通語でない国で英語が独自の変化をとげる現象も、English Next (2006, The British) の中で研究され、学究的な関心をあつめた。甥をnephewという難しい単語を使わずに、the son of my brother（私の兄弟の息子）と言い換えが起こるような例が、グロービッシュの中にいくつか散見される。

### 出版物
- David Hon, Jean-Paul Nerriere."Globish The World Over",International Globish Institute (2009/7/25).
- David Hon,"Teaching Globish with GNG and Skype",2011.5.3.
- David Hon,"Not Quite Shakespeare",Createspace Independent Pub,2010.1.15.ISBN 978-1450536714

## 日本での展開
ネリエールが2004年に刊行した「Globish The World Over」は中国、ロシア、オランダ、スペインなどで翻訳され、日本では2010年ごろから雑誌記事などで紹介されはじめた。
2010年に発足した「財団法人グローバル人材開発」は2011年に「Globish The World Over」の和訳を出版、この年から翌年にかけて「グロービッシュ」を書名に冠した英語教材が10種類ちかく出版された。
しかし「グローバル人材開発」は、「Globish The World Over」の和訳の冒頭で「日本人のための教材を開発中である」と述べておきながら、入門書１点（『非ネイティブ英語 グロービッシュ入門』）を刊行したにとどまり、続けて中級・上級の教材を出すことはなかった。この法人は改組して「グローバルビジネス・コミュニケーション協会」となるが、現在は「世界諸英語（World Englishes）」、「グローバル諸英語（Global Englishes）」の普及を掲げる団体となっている。
2011年11月、日本グロービッシュ研究所（会長：橋本大二郎）が「日本で唯一、グロービッシュ講師の養成を行う教育機関」として東京都杉並区にオープンし、2013年秋ごろまで活動したが、その後は活動を停止した。
2011年、長谷川正和により、任意団体「日本グロービッシュ協会」が設立、2013年2月22日、「一般社団法人」格を取得、「世界グロービッシュ協会」の「アジア支部」と位置付けられ、2014年には長谷川は「世界グロービッシュ連合の議長」に就任した。
2016年7月には「主としてアジアビジネスを手がける国際取引部門：長谷川正和」、「英語が苦手な日本人向けの英語の研究と教材教育の提供：今井寛子」という「新体制」を発表したが、ただし同協会がWeb上で公開している「過去５年間の財政記録」には2015年から2020年までまったく空白となっており、現在は活動を停止しているとみられる。
2012年に「日本グロービッシュ研究所」より「公認英語講師」の資格を取得した堀口克巳・山田俊明の２名は2013年11月、「日本グロービッシュインストラターズ協会（NGI）」を発足させ、「アクスビー株式会社」、「SEプラス」などを拠点に、を拠点に、グロービッシュの講座、研修を続けている(2020年12月現在)。

### 関連文献
以下はグロービッシュに準拠した教材の各種。

#### 公式
- ジャン・ポール・ネリエール・ディビッド・ホン著,グローバル人材開発(近藤由紀子他)訳『世界のグロービッシュ 1500語で通じる驚異の英語術』東洋経済新報社,2011.3. ISBN 978-4-492-04420-9

#### グロービッシュ普及団体およびその関係者が執筆したもの
- グローバル人材開発『非ネイティブ英語 グロービッシュ入門』中経出版,2011.5. ISBN 978-4-8061-4028-3

#### ビジネスパーソンが執筆したもの
- 阿部川久広『グロービッシュ時代のこれだけ! 英単語111』実業之日本社,2011.4.14. ISBN 978-4408108926
- 阿部川久広『グロービッシュ・コミュニケーション術』すばる舎,2011.12.16. ISBN 978-4-7991-0073-8
- 関口雄一『非ネイティブのための　グロービッシュ式らくらく英語勉強法　たった1500語で世界で話せる人になる！』日本能率協会マネジメントセンター,2011.7.27. ISBN 978-4820718178
- 関口雄一・中西智子『通じなかった英語が一変する 驚異のグロービッシュ英語術』高橋書店,2011.8.30. ISBN 978-4471274191
- 関口雄一『多忙社員こそグロービッシュ 完璧を求めない英語「再」入門』中央公論新社,2011.10.7. ISBN 978-4121503985
- 関口雄一『驚異のグロービッシュ英語術トレーニング』高橋書店,2012.4.24. ISBN 978-4471274283

#### 英語教育者・英語教材の著者がグロービッシュに依拠して執筆したもの
- 長尾和夫・アンディ バーガー『グロービッシュではじめる！ビジネス英語ライティング』三修社,2011.12.1.ISBN 978-4384044577
- 竹下光彦『苦手な人ほどうまくなる英語　グロービッシュ入門』サンマーク出版,2011.10.25.
- 清水建二『たった1500語ですぐに通じるグロービッシュ英単語 (通勤大学文庫 英語コース) 』総合法令出版,2011.9.21. ISBN 978-4862802712